# Comté de Washington (Wisconsin)
Pour les articles homonymes, voir Comté de Washington.
Le comté de Washington est un comté situé dans l'État du Wisconsin aux États-Unis. Son siège est West Bend. Selon le recensement de 2000, sa population était de 117 493 habitants.